# Le Vent qui siffle dans les grues
Le Vent qui siffle dans les grues (titre original : O Vento Assobiando nas Gruas) est un roman de l'auteure portugaise Lídia Jorge, publié en 2002.

## Résumé
Un 15 août en Algarve, au Portugal, une jeune femme, Milène, dont la grand-mère a échappé aux ambulanciers qui la conduisaient chez elle et qui a été retrouvée morte devant l'ancienne fabrique de la famille, la Fabrica de conservos Leandro, se demande comment apprendre la nouvelle à ses oncles et à ses tantes qui vont rentrer de leurs vacances aux quatre coins du monde.

## Éditions

### Éditions portugaises
- O Vento Assobiando nas Gruas, Publicações Dom Quixote (pt), 2002

### Éditions françaises
- Le Vent qui siffle dans les grues, traduction de Geneviève Leibrich, Métalié, 2004